# Üllő (keresztnév)
Az Üllő régi magyar személynév, török méltóságnévből ered, a jelentése uralkodó, király.

## Rokon nevek
Ellák, Jelek

## Gyakorisága
Az 1990-es években szórványos név, a 2000-es években nem szerepel a 100 leggyakoribb férfinév között.

## Névnapok
- március 31.[2]

## Híres Üllők
- Árpád fejedelem egyik fia